# جرذ الماء الشمالي
جرذ الماء الشمالي (الاسم العلمي: Paraleptomys rufilatus) نوع من القوارض مهدد بالانقراض من فصيلة الفأرية، متوطن في إندونيسيا وبابوا غينيا الجديدة.